# توم كونروي
توم كونروي (بالإنجليزية: Tom Conroy)‏ هو سياسي أمريكي، ولد في 7 يوليو 1962. حزبياً، نشط في الحزب الديمقراطي. وقد انتخب عضو مجلس نواب ماساتشوستس.